# Partido di General Villegas
Il partido di General Villegas è un dipartimento (partido) dell'Argentina facente parte della Provincia di Buenos Aires. Il capoluogo è General Villegas. 

## Località
- General Villegas 18.275 ab.
- Piedritas, 2.160 ab.
- Emilio V. Bunge, 1.986 hab.
- Coronel Charlone, 1.348 ab.
- Banderaló, 1.339 ab.
- Cañada Seca, 718 ab.
- Villa Sauze, 423 ab.
- Santa Regina, 554 ab.
- Villa Saboya, 331 ab.
- Santa Eleodora, 293 ab.
- Massey Est. Elordi, 63 ab.
- Pichincha, 18 ab.